# Ulica Kardynała Bolesława Kominka we Wrocławiu

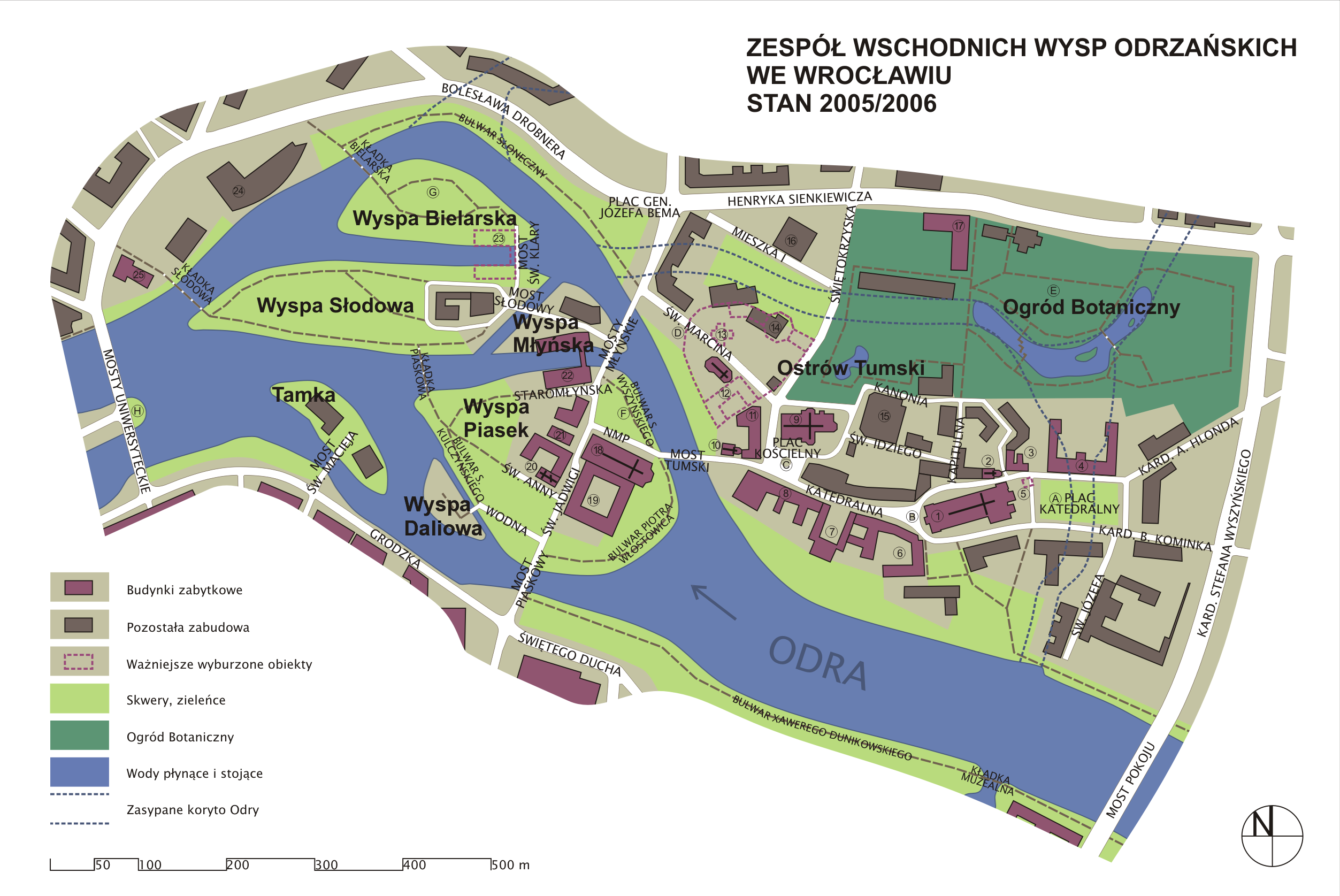
Zespół wschodnich wysp wrocławskich

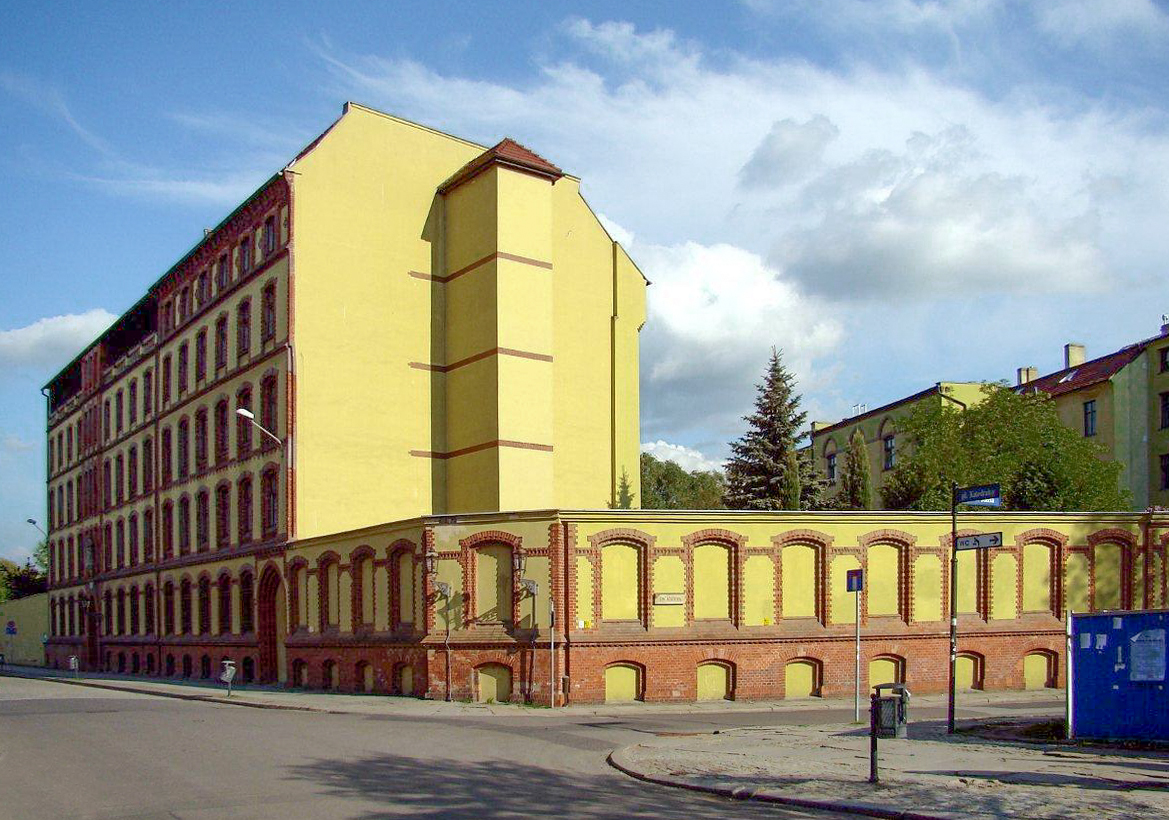
Skrzyżowanie z pl. Katedralnym i ul. Świętego Józefa, Zgromadzenie Sióstr Maryi Niepokalanej

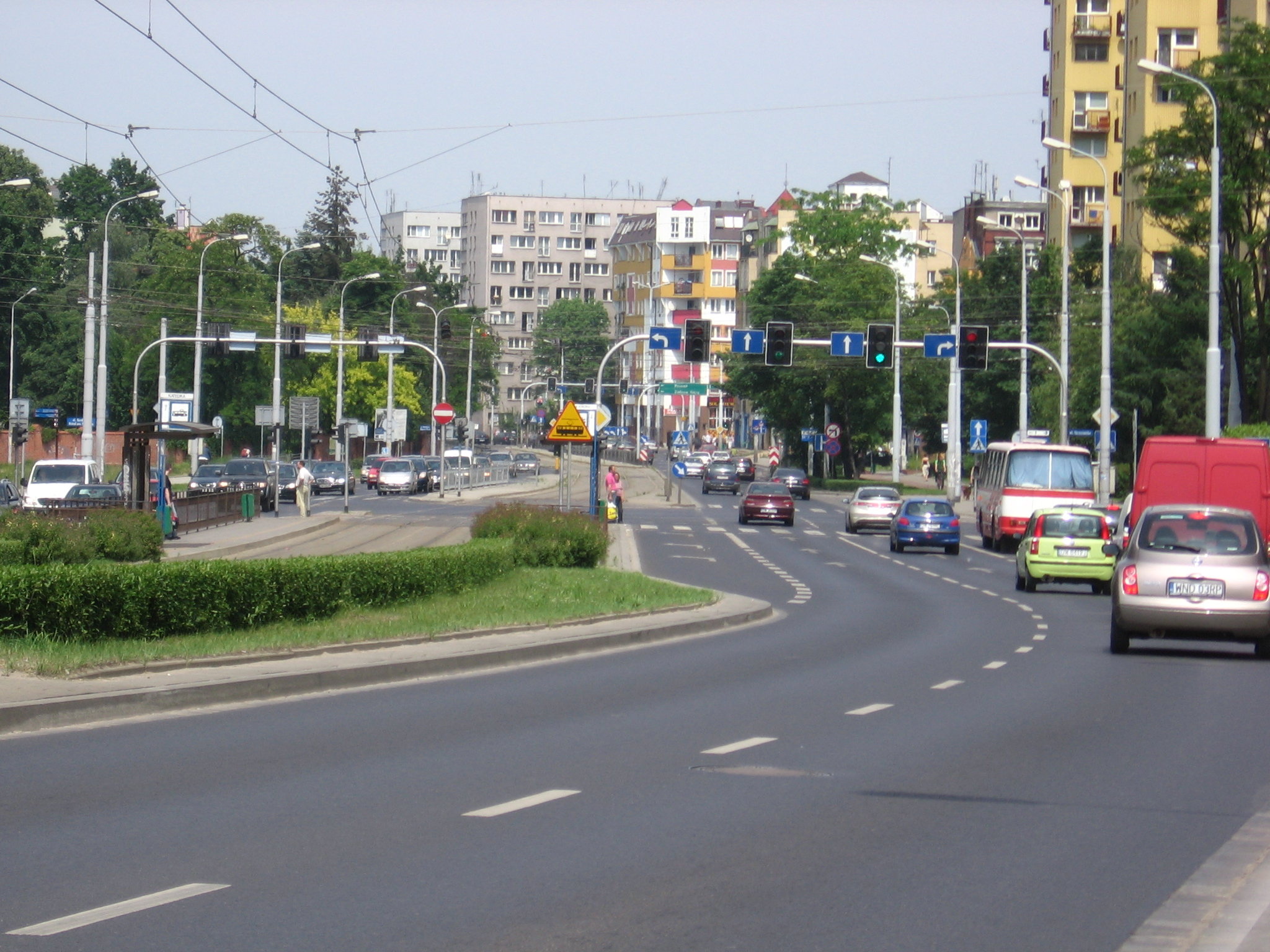
Ul. Wyszyńskiego, skrzyżowanie z ul. Kominka i Szczytnicką

Ulica Kardynała Bolesława Kominka (Scheitniger Strasse, ulica Szczytnicka) – ulica położona we Wrocławiu na Ostrowie Tumskim, na osiedlu Stare Miasto  (obręb ewidencyjny Plac Grunwaldzki), w dawnej dzielnicy Śródmieście. Biegnie od skrzyżowania placu Katedralnego z ulicą Świętego Józefa do skrzyżowania ulicy Kardynała Stefana Wyszyńskiego z ulicą Szczytnicką.

## Historia
Na początkowym odcinku dzisiejszej ulicy zbudowane były wały obronne chroniące Ostrów Tumski. W początkach istnienia tej ulicy była to droga traktowana jako całość, łącznie z obecną ulicą Szczytnicką. Jej przebieg był inny niż obecnie, a mianowicie bardziej kręty, choć kierunek zgodny z dzisiejszym. Stanowiła ówcześnie oś komunikacyjną Zatumia i oddzielała posiadłości dziekana i prepozyta. Dopiero po jego uregulowaniu w XIX wieku, kiedy to w 1824 roku została wytyczona, a także po poszerzeniu wąskiej ówcześnie drogi, nabrała ona dzisiejszego kształtu. Do tego czasu nie istniała jeszcze dzisiejsza ulica Kardynała Stefana Wyszyńskiego (poprzednio Józefa Wieczorka), bowiem droga ta biegła ówcześnie tylko od dzisiejszej ulicy Kardynała Augusta Hlonda do ulicy Henryka Sienkiewicza. Jej przedłużenie do Odry i wybudowanego tu w 1875 roku mostu (w miejscu dzisiejszego Mostu Pokoju) nastąpiło około 1874 roku. Współczesna zabudowa ulicy powstawała stopniowo przez cały XIX wiek. W 1857 roku zostały wykupione południowe parcele przez Siostry Maryi Niepokalanej. Powstał tu wówczas klasztor i ochronka.
Podczas działań wojennych w trakcie oblężenia Wrocławia w 1945 roku znaczna część zabudowy przy obecnej ulicy Kardynała Bolesława Kominka uległa zniszczeniu, w szczególności domy o numerach 1, 2-4 i dalej wg numeracji stosowanej dla ulicy Szczytnickiej jako całości.
Do 1989 ulica była częścią ulicy Szczytnickiej. W tym właśnie roku podjęto uchwałę o nadaniu nowej, odrębnej nazwy dla tego fragmentu ulicy, która została tym samym wyodrębniona z ulicy Szczytnickiej.

## Nazwa
W swojej historii ulica nosiła następujące nazwy własne:
- Scheitniger Strasse, do 1945[a][1][2][9]
- ulica Szczytnicka, od 1945 do 1989[a][1][2][8][15][9]
- ulica Kardynała Bolesława Kominka, od 1989[1][2][4].

Współczesna nazwa została nadana przez Miejską Radę Narodową uchwałą nr VI/36/89 z 30.05.1989. Natomiast wcześniejsza nazwa – ulica Szczytnicka – dla całej ówczesnej ulicy jako całości została nadana przez Zarząd Miejski i ogłoszona w okólniku nr 76 z 19.10.1945 r.. Nazwy te – ulica Szczytnicka, Scheitniger Strasse – podobnie jak ówczesna nazwa pobliskiej ulicy Kardynała Augusta Hlonda – Kleine Scheitniger Strasse (Małoszczytnicka) –  nawiązywały do nazwy osiedla Szczytniki – Scheitnig.

## Układ drogowy
Do ulicy przypisana jest droga gminna o długości 87 m klasy dojazdowej. Przy skrzyżowaniu z ulicą Kardynała Stefana Wyszyńskiego i Szczytnicką znajduje się sygnalizacja świetlna, a przez obie te ulice przebiegają torowiska tramwajowe.
Ulice i place łączące się z ulicą Kardynała Stefana Kominka:
- plac Katedralny[4][21]
- ulica Świętego Józefa[22]
- ulica Kardynała Stefana Wyszyńskiego[4][23]
- ulica Szczytnicka[15].

## Zabudowa i zagospodarowanie
Całą południową stronę ulicy zajmuje ogrodzony teren Domu Zakonnego Zgromadzenia Sióstr Marii Niepokalanej, zgodnie z jego przeznaczeniem na funkcje sakralne. Przy skrzyżowaniu z placem Katedralnym i ulicą Świętego Józefa znajduje się mur okalający posesję, dalej bezpośrednio przy ulicy budynek pod numerem 3-5, a za nim ponownie mur stanowiący ogrodzenie, biegnące do ulicy Kardynała Stefana Wyszyńskiego. Dopuszcza się zabudowę pierzejową w tym obszarze po obrysie kwartału, objętego ulicami:  Kardynała Bolesława Kominka, Kardynała Stefana Wyszyńskiego, Świętego Józefa i Bulwarem św. Matki Teresy z Kalkuty, w nawiązaniu do już istniejącej zabudowy. Natomiast północna strona ulicy pozostaje niezabudowana, lecz również dla tego obszaru przewidziano przede wszystkim szeroko pojętą funkcję usługową związaną z turystyką, administracją, kulturą oraz apartamentami, z możliwością zabudowy całego kwartału, zawartego pomiędzy ulicami: Kardynała Bolesława Kominka, Kardynała Stefana Wyszyńskiego, Kardynała Augusta Hlonda, po jego obrysie zabudową ciągłą w połączeniu z już istniejącą zabudową przy placu Katedralnym.

## Ochrona i zabytki
Obszar, na którym położona jest ulica Kardynała Stefana Kominka, podlega ochronie w ramach zespołu urbanistycznego Ostrowa Tumskiego i wysp: Piaskowej, Bielarskiej, Słodowej i Tumskiej, wpisanego do rejestru zabytków pod nr rej.: 195 z 15.02.1962 r. oraz A/678/213 z 12.05.1967. Inną formą ochrony tych obszarów jest ustanowienie historycznego centrum miasta, w nieco szerszym obszarowo zakresie niż wyżej wskazany zespół urbanistyczny, jako pomnik historii  . Samo miasto włączyło ten obszar jako cenny i wymagający ochrony do Parku Kulturowego "Stare Miasto", który zakłada ochronę krajobrazu kulturowego oraz uporządkowanie, zachowanie i właściwe kształtowanie krajobrazu kulturowego i historycznego charakteru najstarszej części miasta . Ograniczeniom podlega również kształtowanie nawierzchni drogowych, polegające na obowiązku ich wykonywania jako nawierzchni z kostki kamiennej lub klinkierowej w nawiązaniu do historycznych nawierzchni zabytkowych.
Przy ulicy i w najbliższym sąsiedztwie znajdują się następujące zabytki:
| nr                            | obiekt                                                                 | powstanie   | nr rej.   | zdjęcie |
| ----------------------------- | ---------------------------------------------------------------------- | ----------- | --------- | ------- |
| ul. Kardynała Stefana Kominka |                                                                        |             |           |         |
| 3-5                           | Dom Zakonny Zgromadzenia Sióstr Marii Niepokalanej pierzeja południowa | ok. 1870 r. | mpzp, GEZ |         |